# اشراتنتال
اشراتنتال (به آلمانی: Schrattenthal) یک شهر در اتریش است که در ناحیه هولابرون واقع شده‌است. اشراتنتال ۸۷۹ نفر جمعیت دارد.